# Maraã (kommun)
Maraã är en kommun i Brasilien.   Den ligger i delstaten Amazonas, i den nordvästra delen av landet, 2 400 km nordväst om huvudstaden Brasília. Antalet invånare är 17 364.
Följande samhällen finns i Maraã:
- Maraã

I omgivningarna runt Maraã växer i huvudsak städsegrön lövskog. Trakten runt Maraã är nära nog obefolkad, med mindre än två invånare per kvadratkilometer.